# Тамаругаль
Тамаруга́ль (ісп. Pampa del Tamarugal) — пустеля Південної Америки, північна частина Атаками. Розташована в Чилі, простягається від перуано-чилійського кордону до річки Лоа.
На заході пустеля Тамаругаль обмежена чилійським прибережним хребтом, а на сході західними схилами Анд. Рівнина займає площу 12500 км² із середньою висотою 1100 м.
У пустелі знаходяться Селітряні заводи Гумберстоун і Санта-Лаура, які з 2005 року входять до списку Світової спадщини ЮНЕСКО.
Серед основних туристичних визначних пам'яток Пампа-дель-Тамаругала також місто Ла-Тирана та національний заповідник Пампа-дель-Тамаругаль.